# ديان جيدوفيتش
ديان جيدوفيتش هو مدرب كرة قدم صالات ‏ ولاعب كرة قدم صربي، ولد في 21 أغسطس 1973 في تشاتشاك في صربيا. لعب مع نادي بنك بيروت الرياضي.